# Sansevieria roxburghiana
Espèce
Classification APG III (2009)
Sansevieria roxburghiana, également appelée Dracaena roxburghiana, est une espèce de plantes de la famille des Liliaceae et du genre Sansevieria. Il s'agit de l'une des rares espèces de sansevières asiatiques.

## Description
Plante succulente, Sansevieria roxburghiana est une espèce de sansevières à longues feuilles (70 cm de longueur), épaisses et fortement concaves, avec un canal sur la face supérieure et des sillons longitudinaux sur la face externe, finissant en pointe, lisses, de couleur vert sombre à vert-clair avec des bandes plus foncées. Acaulescentes, elles poussent directement depuis le rhyzome en feuilles solitaires. Les inflorescences présentent des fleurs verdâtres teintées de pourpre.
L'espèce est identifiée par les botanistes autrichiens Josef August Schultes et son fils Julius Herman Schultes en 1829. Elle doit son nom au botaniste écossais William Roxburgh qui en avait fait une première description en 1805.

## Distribution et habitat
L'espèce est originaire de l'Inde de l'Est – présente en particulier dans l'état de l'Assam – et du Bangladesh. Elle a été introduite à l'île Maurice.

## Synonymes
L'espèce présente des synonymes :
- Sansevieria zeylanica (Roxburgh, 1805) – illégitime
- Acyntha roxburghiana (Schultes et Schultes fils, 1829 ; Kuntze, 1891)
- Cordyline roxburghiana (Schultes et Schultes fils, 1829 ; Merrill , 1923)
- Dracaena roxburghiana (Schultes et Schultes fils, 1829 ; Byng & Christenh., 2018)